# Александер Шмід
Александер Шмід (нім. Alexander Schmid) — німецький гірськолижник, чемпіон світу та  медаліст чемпіонату світу. 
Бронзову медаль чемпіонату світ Шмід виборов у командних  змаганнях з паралельного слалому на світовій першості 2021 року, що проходила в італійській Кортіні-д'Ампеццо. 

## Виступи на Олімпійських іграх
| Рік  | Місце проведення          | СЛ | ГС   | СГ | ШС | КМ | КЗ |
| ---- | ------------------------- | -- | ---- | -- | -- | -- | -- |
| 2018 | Пхьончхан, Південна Корея | —  | DNF1 | —  | —  | —  | 5  |
| 2022 | Пекін, Китай              | 19 | DNF1 | —  | —  | —  | 2  |